# Attilio Giordano
Attilio Giordano (Messina, 15 gennaio 1955 – Roma, 1º luglio 2016) è stato un giornalista italiano.

## Biografia
È nato in Sicilia ma si è trasferito a Genova a 8 anni. Negli anni del liceo scientifico ha cominciato a collaborare alla rivista azionista "Pietre" con alcuni articoli di Letteratura.
Poi intorno ai 20 anni ha cominciato con il quotidiano "Il Lavoro" che lo assumerà come cronista: giudiziaria, nera, poi politica e quattro anni più tardi a capo delle pagine culturali. Diventa presto capocronista e caporedattore, incarico che mantiene anche dopo il 1986 quando la testata viene trasformata nell'edizione locale di "Repubblica".
Nel 1989 è capocronista nella nascente edizione torinese di "Repubblica", spostandosi poi a Napoli con lo stesso ruolo e approdando poi al "Venerdì", tre anni più tardi, come inviato. Per 12 anni mantiene l'incarico scrivendo dalla ex Jugoslavia, dalla Nigeria, Albania, Israele, Afghanistan, Kosovo, Sri Lanka per poi specializzarsi nei paesi dell'ex Europa comunista. Nel 2006 è capo della redazione del "Venerdì"; dal 2010 è direttore del settimanale,  fino alla morte per malattia nel luglio 2016 all'età di 61 anni.